# 1829 год в науке
В 1829 году были различные научные и технологические события, некоторые из которых представлены ниже.

## События
- Крестьянин Даниил Бокарёв начал использовать подсолнечник как масличную культуру, придумав способ промышленного получения подсолнечного масла из его семян.
- Николай Лобачевский в журнале Казанский вестник публикует статью «О началах геометрии» с первым изложением «Геометрии Лобачевского».
- В гроте Энгис[фр.] (коммуна Анжи, Льеж, Бельгия) был найден первый череп неандертальца Engis 2[англ.].

## Родились
- 3 января — Конрад Дуден, немецкий филолог, создатель орфографического словаря немецкого языка (ум. 1911).
- 10 мая — Василий Васильевич Берви-Флеровский, российский социолог, публицист, экономист и беллетрист, идеолог народничества (ум. 1918).
- 30 июля — Николай Петрович Вагнер, русский зоолог и писатель (ум. 1907).
- 13 августа — Иван Михайлович Сеченов, русский естествоиспытатель, основоположник российской физиологической школы и естественно-научного направления в психологии (ум. 1905).
- 23 августа — Мориц Кантор, немецкий историк математики (ум. 1920).

## Скончались
- 22 марта – Пьер-Луи Атена, французский учёный, технолог, археолог, агроном, изобретатель.
- 6 апреля — Нильс Хенрик Абель, знаменитый норвежский математик (род. 1802).
- 18 декабря — Жан Батист Пьер Антуан де Моне Ламарк, французский учёный-естествоиспытатель. (родился в 1744 году).